# Raión de Smarhoń
Smarhoń (en bielorruso: Смаргонскі раён) es un raión o distrito de Bielorrusia, en la provincia (óblast) de Goradnia. Su capital es Smarhón.
Comprende una superficie de 1487 km².

## Demografía
Según estimación 2010 contaba con una población total de 55296 habitantes.

## Subdivisiones
Comprende la ciudad subdistrital de Smarhón (la capital) y siete consejos rurales:
- Víshneva
- Zhódzishki
- Zalese
- Karaní (con capital en Asinaushchyna 2)
- Kreva
- Sinkí
- Soly